# Bách Sắc
Bách Sắc (tiếng Tráng: Baksaek, chữ Hán giản thể: 百色; bính âm: Bósè (cũ) hay BǎiSè (mới), là một địa cấp thị thuộc Khu tự trị dân tộc Choang Quảng Tây.

## Địa lý và khí hậu
Bách Sắc nằm ở tây bắc Khu tự trị dân tộc Choang Quảng Tây, giáp các tỉnh Quý Châu và Vân Nam cũng như các tỉnh Hà Giang, Cao Bằng (của Việt Nam). Nó nằm giữa trung tâm ba tỉnh lỵ tây nam là Nam Ninh, Côn Minh và Quý Dương. Bách Sắc có diện tích 36.200 km² và hơn 55% diện tích là rừng.
Khí hậu của Bách Sắc là nhiệt đới gió mùa. Lượng mưa hàng năm 1.155 mm và nhiệt độ bình quân là 22 °C. Bách Sắc là một địa danh trẻ theo tiêu chuẩn Trung Quốc và đã được thành lập làm trấn năm 1730.

## Hành chính
Bách Sắc có 2 quận nội thành, 2 thành phố cấp huyện, 7 huyện, và 1 huyện tự trị.
Quận nội thành:
- Hữu Giang (右江)
- Điền Dương (田阳)

Các thành phố cấp huyện:
- Bình Quả (平果)
- Tĩnh Tây (靖西)

Các huyện:
- Lạc Nghiệp (乐业)
- Tây Lâm (西林)
- Điền Lâm (田林)
- Lăng Vân (凌云)
- Điền Đông (田东)
- Đức Bảo (德保)
- Na Pha (那坡)

Huyện tự trị:
- Huyện tự trị các dân tộc Long Lâm (隆林各族自治县)

## Dân số
Các dân tộc sống ở đây có: người Tráng, người Hán, người Hồi và người Miêu, và có dân số là 3.826.300 người (2010), người Tráng chiếm 80%.

## Kinh tế
Bách Sắc là một trong những nơi sản xuất nhôm quan quan trọng vì có mỏ nhôm và ngành sản xuất nhôm ở đây. Địa phương này cũng là nơi trồng cây ăn quả và lương thực. Đây cũng là nơi có lâm sản, dầu mỏ, khí thiên nhiên, đồng và thạch anh. Bách Sắc là nơi sản xuất thủy điện lớn thứ ba Quảng Tây với 5 triệu kWh mỗi năm.

## Du lịch
Bách Sắc có cảnh quan thiên nhiên đẹp với cảnh núi rừng và các loài động thực vật, các màu sắc văn hóa đặc sắc của các dân tộc thiểu số và các địa danh lịch sử quan trọng thu hút khách.